# Lewiston (Michigan)
Lewiston é uma Região censo-designada localizada no estado americano de Michigan, no Condado de Montmorency.

## Demografia
Segundo o censo americano de 2000, a sua população era de 990 habitantes.

## Geografia
De acordo com o United States Census Bureau tem uma área de
22,2 km², dos quais 13,7 km² cobertos por terra e 8,5 km² cobertos por água. Lewiston localiza-se a aproximadamente 379 m acima do nível do mar.

## Localidades na vizinhança
O diagrama seguinte representa as localidades num raio de 36 km ao redor de Lewiston.